# فويسك (فلم)
فويسك (بالألمانية: Woyzeck) فيلم من إخراج المخرج الألماني فرنر هرتزوغ مأخوذ عن مسرحية كتبها كارل جورج بوشنر توفي جورج بوشنر بعمر 24 سنة، وترك مسرحيته فويسك غير مكتملة ليكملها من بعده الكثير من الأدباء، وهي تحكي قصة أخذها من واقعة حقيقية حدثت في أيامه لشاب ألماني فويسك يعمل جندي في أدنى المراتب ويعيش مع عشيقته ماريا وهي أم لابن غير شرعي لم ينل مباركة الكنيسة كونه مولود بدون زواج. قام فرنر هرتزوغ بتحويل المسرحية إلى فيلم تحت نفس الاسم فويسك عام 1979 من بطولة الممثل كلايوس كينسكي.

## الممثلون
- كلايوس كينسكي في دور فويسك.
- ايفا ماتيس في دور ماري.
- ولفجأنج رايكمأن في دور الكابتن.
- ويلى سيميلروج في دور الطبيب.
- جوزيف بيربيشلر.
- بول بوريأن.
- فولكر بريشتل في دور باركر.
- إيرم هيرمأن في دور مارجريت.
- فولفجأنج باتشلر.

## أحداث القصة
يتناول الفيلم قصة «فويسك»، وهو جندي متواضع، يخدم في إحدى الاقاليم الألمانية في منتصف القرن التاسع عشر. يعيش فويسك في بيت فقير مع عشيقته ماري وطفلهما الرضيع، غير الشرعي والذي لم يحظَ بمباركة الكنيسة. يسعى فويسك لكسب بعض الأموال الإضافية لعائلته الصغيرة من خلال أداء بعض الأعمال الوضيعة، مثل قص شعر رئيسه في العمل، وتحمله تعليقاته المستفزة، كما يخضع لتجارب طبية يجريها عليه الطبيب الذي يجبره على أكل نوع واحد من الغذاء مما يضر بسلامته النفسية والعقلية، ويكون نتيجتها أن يبدأ في رؤى مروعة تجعله يهذي ويتخيل خيالات وأحلام تؤدي إلى توتره، ويتحول اهتمام العشيقة ماري إلى قارع طبول في فرقة الموسيقى العسكرية. وبمرور الوقت تشتعل الغيرة برأس فويسك ويذهب إلى المقهى ليرى غريمه قارع الطبول الذي يواجهه بالسباب ويلقى به خارج المقهى في حضور الجميع. ينهار فويسك ويأخذ ماري إلى شاطئ النهر ويطعنها حتى الموت، ويسارع إلى المقهى ليراقص فتاة لا يعرفها بهستيرية وتوتر شديد. يتذكر فويسك بعد قليل أنه ترك السلاح عند الشاطئ،  فيهرع إلى النهر لينتهي الفيلم هناك.

## الفيلم والمخرج
اهتم المخرج فرنر هرتزوغ بتصوير القهر والضعة التي يحياها بطله، ونقل واقع الإنسان الذي قد لا يراه أحد، ومثل هذا الدور الممثل كلايوس كينسكي (والذي ساهم احتجازه ذات مرة في مصحة للأمراض النفسية لاتهامه بملاحقة مدير أعماله المسرحية والتلصص عليه) في إتقان دوره، وأصدر عنه فرنر هرتزوغ فيلم (عدوي المفضل) عام 1999، ويحكي فيه هرتزوغ مواقف كثيرة بينه وبين كلايوس كينسكي، وأصدر المخرج الأمريكي دافيد شوملار فيلم قصير عام 1999 تحت عنوان (من فضلك اقتل السيد كينسكي).
فرنر هرتزوغ في فيلمه فويسك يقدم حكاية صارخة عن القمع الاجتماعي، وبطل فيلمه مدفوع بشكل غير منطقي ضد برجوازية صغيرة قمعية.

## الإنتاج
بدأ هرتزوغ تصوير الفيلم بعد خمسة أيام فقط من انتهاء تصوير فيلمه نوسفيراتو مصاص الدماء واستخدم نفس طاقم العمل ومواقع تصوير تقترب من فيلمه السابق. كان تفكير هرتزوغ يتجه إلى برونو لتمثيل دور بطل الفيلم فويسك، وهو نفس الشاب الذي قام ببطولة فيلم هرتزوغ الأشهر لغز كاسبار هاوزر، و كان له تاريخ قديم من دخول مصحة للأمراض العقلية، ولكن هرتزوغ تراجع وأسند البطولة لنجمه المفضل كلاوس كينسكي، و لتعويض الممثل برونو عن حجب دور البطولة عنه في هذا الفيلم، وعده هرتزوغ ببطولة فيلمه التالي ستروشيك.

## الجوائز
نالت بطلة الفيلم ايفا ماتيس جائزة أفضل ممثلة مساعدة في مهرجان كان 1979 وترشح المخرج فرنر هرتزوغ لجائزة السعفة الذهبية، ونال عام 1981 جائزة بيت الفن الألماني للسينما.

## استقبال الفيلم
منح موقع روتن توميتوز الفيلم 82%.

## الموسيقى
استخدم هرتسوغ في الافتتاحية سوناتا بيانو لبيتهوفن ثم استخدم عزف وتريات لرباعي تم تسجيله أثناء تصوير الفيلم، ثم استخدم في نهاية الفيلم كونشرتو للموسيقار فيفالدي.

## روابط خارجية
- مقالات تستعمل روابط فنية بلا صلة مع ويكي بيانات